# 국제열대농업센터

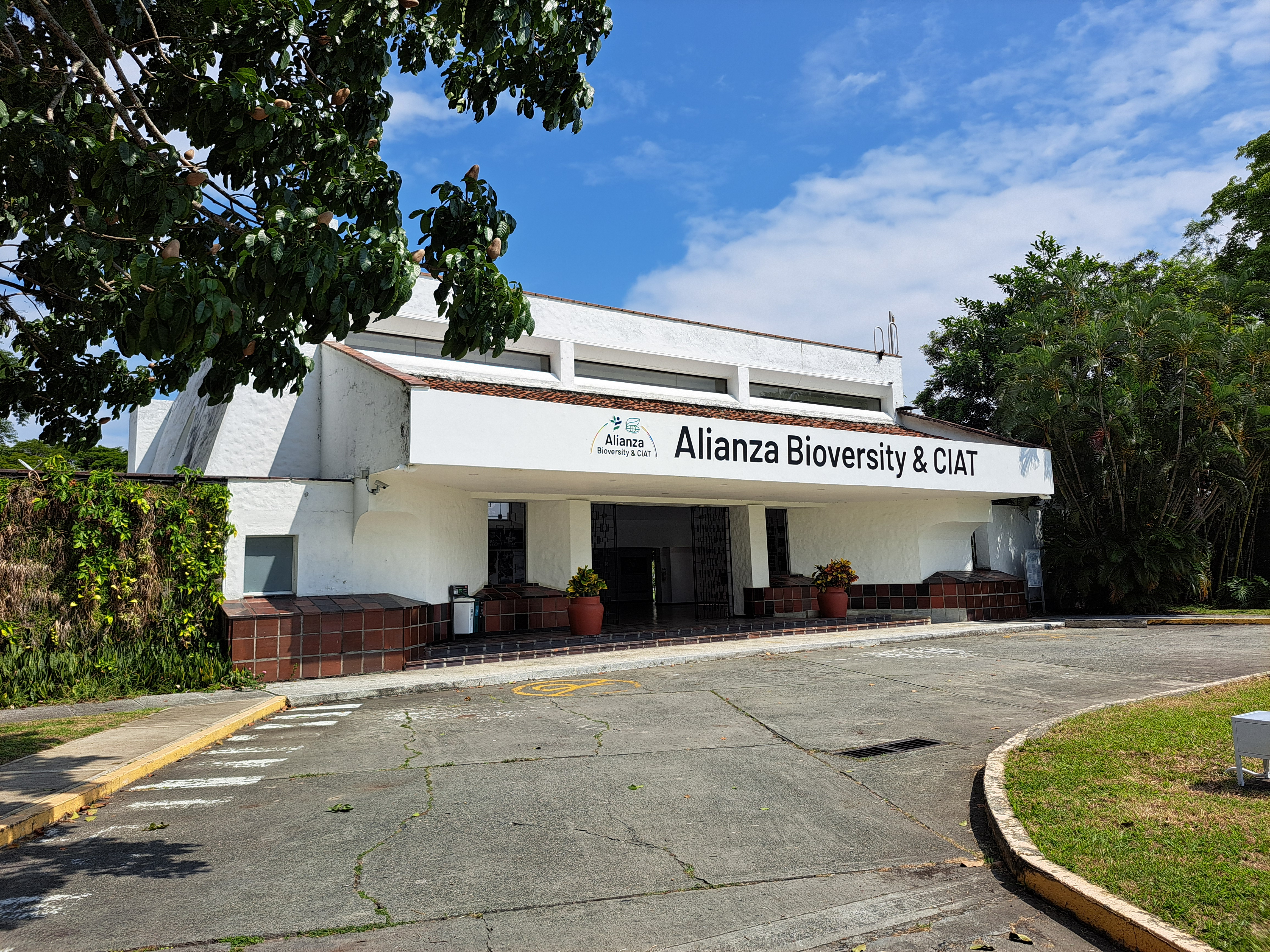

국제열대농업센터(International Center for Tropical Agriculture, 약칭 CIAT)는 개발도상국의 천연자원을 보호하고 빈곤과 굶주림을 줄이기 위한 비영리 연구기관이다. 본부는 콜롬비아 칼리에 있다.
국제열대농업센터는 국제농업연구협의그룹에서 지원하는 농업연구소중의 하나이다.

## 같이 보기
- 국제농업연구협의그룹